# Charaxes xiphares
Charaxes xiphares är en fjärilsart som beskrevs av Pieter Cramer 1781. Charaxes xiphares ingår i släktet Charaxes och familjen praktfjärilar. Inga underarter finns listade i Catalogue of Life.

## Bildgalleri

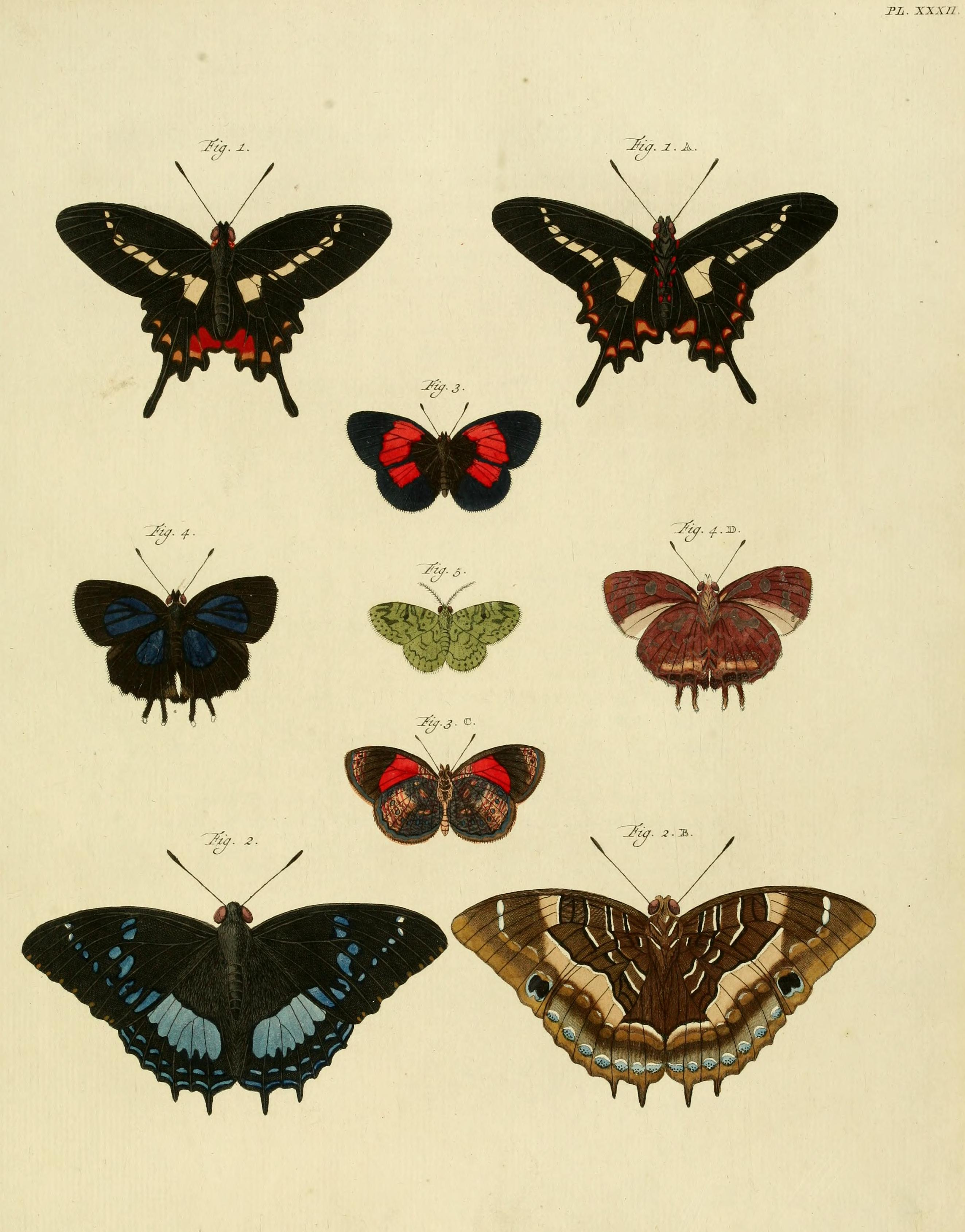
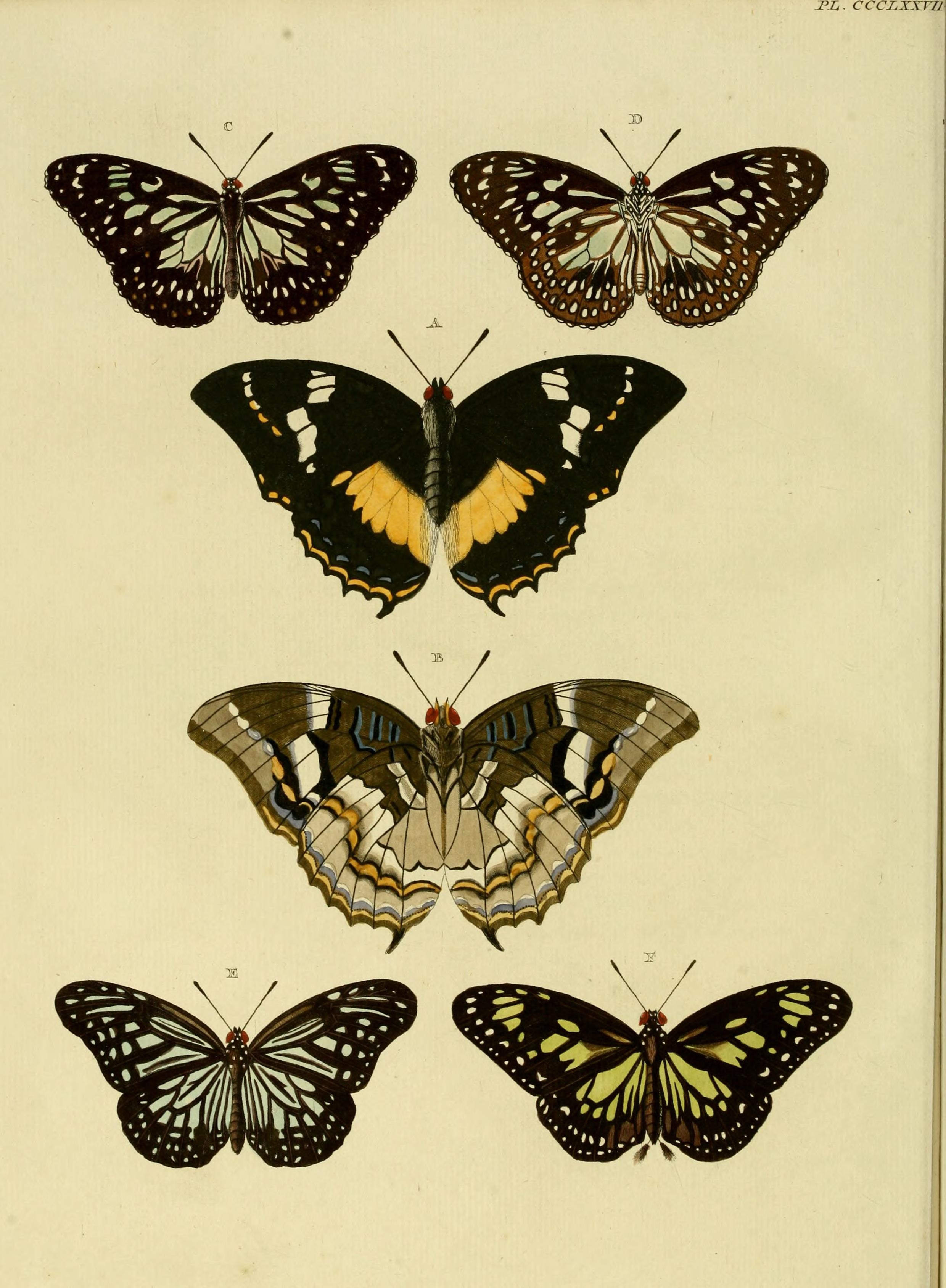